# Горный (Кушнаренковский район)
Го́рный (баш. Горный) — деревня в Кушнаренковском районе Республики Башкортостан Российской Федерации. Входит в состав Кушнаренковского сельсовета.

## География

### Географическое положение
Расстояние до:
- районного центра (Кушнаренково): 12 км,
- центра сельсовета (Кушнаренково): 12 км,
- ближайшей ж/д станции (Уфа): 72 км.

## Население
| 2002 | 2009 | 2010 |
| ---- | ---- | ---- |
| 2    | ↘1   | ↗6   |

Национальный состав
Согласно переписи 2002 года, преобладающая национальность — русские (100 %).